# Офшоринг
Офшоринг (енгл. offshoring) јесте премештање пословних процеса и функција у иностранство. Разлози за офшоринг углавном су повољнији услови, нарочито у погледу трошкова рада. 
Офшоринг је обично својствен приватном бизнису, мада и државне власти могу да га примењују. У скорије време офшоринг се првенствено повезује са аутсорсингом техничких и административних услуга које подржавају домаће и светске операције изван матичне земље (офшор аутсорсинг), посредством модела унутрашње (подређене) и спољашње (аутсорсинг) испоруке.
У Европи термин офшоринг је добио негативно значење нарочито због премештања радних места у источноевропске и азијске земље. 
У компјутерској индустрији термин се често доводи у везу са премештањем локација сервера или сервиса. Одлука за то углавном је подстакнута одређеним правним статусом или политичким системом неке земље, који фаворизује одређени пројекат. 
За разлику од термина аутсорсинг, ниршоринг и оншоринг термин офшоринг се може различито дефинисати.